# Ravenna Calcio 2005-2006
Questa pagina raccoglie le informazioni riguardanti il Ravenna Calcio nelle competizioni ufficiali della stagione 2005-2006.

## Stagione
Nella stagione 2005-2006 il Ravenna disputa il girone A del campionato di Serie C1, con 43 punti ottiene il dodicesimo posto. Il Ravenna inizia il torneo con il tecnico Paolo Dal Fiume, chiude il girone di andata con 21 punti, in una zona non del tutto tranquilla di classifica, a fine gennaio, dopo la sconfitta (1-0) subita contro il San Marino, la terza consecutiva, i giallorossi cambiano la guida, arriva Dino Pagliari che traghetta, senza troppi patemi, il Ravenna al mantenimento della categoria. Con 7 reti in campionato Davide Succi è stato il miglior marcatore ravennate. Nella Coppa Italia Nazionale che è tornata ad essere ad eliminazione diretta, il Ravenna esce nel primo turno superato dal Bologna. Migliore il Percorso dei giallorossi nella Coppa Italia di Serie C dove entrano in scena nei trentaduesimi di finale superando l'Ancona, nei sedicesimi eliminano il San Marino, negli ottavi hanno la meglio sul Genoa, concludono il percorso nei quarti, dove vengono superati dal Frosinone.

## Rosa
| N. |                   | Ruolo | Calciatore           |
| -- | ----------------- | ----- | -------------------- |
|    | Italia (bandiera) | C     | Angelo Affatigato    |
|    | Italia (bandiera) | A     | Marco Agostinelli    |
|    | Italia (bandiera) | D     | Fabrizio Anzalone    |
|    | Italia (bandiera) | D     | Alessio Ballanti     |
|    | Italia (bandiera) | D     | Marco Bianchi        |
|    | Italia (bandiera) | D     | Mauro Bonomi         |
|    | Italia (bandiera) | P     | Luca Capecchi        |
|    | Italia (bandiera) | C     | Matteo Cavagna       |
|    | Italia (bandiera) | D     | Umberto Cazzola      |
|    | Italia (bandiera) | C     | Francesco Clementini |
|    | Italia (bandiera) | C     | Luca Galuppi         |
|    | Italia (bandiera) | D     | Fabio Gianella       |
|    | Italia (bandiera) | C     | Daniele Giraldi      |

| N. |                    | Ruolo | Calciatore         |
| -- | ------------------ | ----- | ------------------ |
|    | Italia (bandiera)  | A     | Umberto Improta    |
|    | Italia (bandiera)  | A     | Stefano Lorenzi    |
|    | Francia (bandiera) | A     | Robert Maah        |
|    | Italia (bandiera)  | D     | Andrea Mussoni     |
|    | Italia (bandiera)  | A     | Massimo Perna      |
|    | Italia (bandiera)  | D     | Fabio Pisacane     |
|    | Italia (bandiera)  | C     | Nicola Pizzolla    |
|    | Italia (bandiera)  | C     | Francesco Ruggiero |
|    | Italia (bandiera)  | P     | Andrea Sardini     |
|    | Italia (bandiera)  | C     | Marco Semprini     |
|    | Italia (bandiera)  | D     | Mattia Serafini    |
|    | Italia (bandiera)  | A     | Davide Succi       |
|    | Italia (bandiera)  | C     | Michele Zamboni    |

## Risultati

### Campionato

#### Girone di andata
| Giulianova 27 agosto 2005 1ª giornata | Giulianova        | 0 – 0 | Ravenna | Stadio Rubens Fadini\| Arbitro: \| Celi (Campobasso) \| |
| Arbitro:                              | Celi (Campobasso) |       |         |                                                         |

| Arbitro: | Orsato (Schio) |

|            |           |                                           |
| Cavagna 5’ | Marcatori | 17’ Gio. Tedesco 72’ Rimoldi 90+1’ Ghomsi |

| Arbitro: | Vuoto (Livorno) |

|               |           |              |
| Valtolina 52’ | Marcatori | 16’ Pizzolla |

| Arbitro: | Tommasi (Bassano del Grappa) |

|  |           |                    |
|  | Marcatori | 9’, 49’ Piovaccari |

| Arbitro: | Palazzino (Ciampino) |

|                     |           |           |
| Manca 31’ Bondi 38’ | Marcatori | 22’ Succi |

| Arbitro: | Giglioni (Siena) |

|                |           |  |
| U. Improta 37’ | Marcatori |  |

| Arbitro: | Calvarese (Teramo) |

|                                     |           |                |
| M. Piccolo 38’ Parmesani 85’ (rig.) | Marcatori | 34’ Affatigato |

| Arbitro: | Candussio (Cervignano del Friuli) |

|  |           |             |
|  | Marcatori | 87’ Ruffini |

| Fermo 22 ottobre 2005 9ª giornata | Fermana             | 0 – 0 | Ravenna | Stadio Bruno Recchioni\| Arbitro: \| Gervasoni (Mantova) \| |
| Arbitro:                          | Gervasoni (Mantova) |       |         |                                                             |

| Arbitro: | Vuoto (Livorno) |

|              |           |               |
| A. Lolli 41’ | Marcatori | 90+1’ Cavagna |

| Arbitro: | Salati (Trento) |

|                                        |           |  |
| U. Improta 56’ Cazzola 68’ Giraldi 81’ | Marcatori |  |

| Arbitro: | Fugante (Macerata) |

|                                        |           |  |
| Fasano 20’ La Cagnina 55’ Veronese 73’ | Marcatori |  |

| Arbitro: | Bo (Genova) |

|           |           |                 |
| Succi 77’ | Marcatori | 83’ Princivalli |

| Arbitro: | Paparazzo (Catanzaro) |

|                     |           |  |
| Matri 8’ Morini 54’ | Marcatori |  |

| Ravenna 10 dicembre 2005 15ª giornata | Ravenna       | 0 – 0 | Cittadella | Stadio Bruno Benelli\| Arbitro: \| Valeri (Roma) \| |
| Arbitro:                              | Valeri (Roma) |       |            |                                                     |

| Arbitro: | Damato (Barletta) |

|  |           |                    |
|  | Marcatori | 70’ M. Agostinelli |

| Arbitro: | Pierpaoli (Firenze) |

|                       |           |  |
| Succi 58’ Cavagna 89’ | Marcatori |  |

#### Girone di ritorno
| Arbitro: | Baratta (Salerno) |

|           |           |  |
| Succi 78’ | Marcatori |  |

| Arbitro: | Ferrandini (Sondrio) |

|                                   |           |  |
| Stellini 1’ Grabbi 9’ Baldini 29’ | Marcatori |  |

| Arbitro: | Mannella (Avezzano) |

|  |           |            |
|  | Marcatori | 66’ Artico |

| Arbitro: | Iannone (Napoli) |

|                |           |  |
| Piovaccari 24’ | Marcatori |  |

| Arbitro: | Stallone (Foggia) |

|           |           |  |
| Succi 49’ | Marcatori |  |

| San Benedetto del Tronto 18 febbraio 2006 23ª giornata | Sambenedettese       | 0 – 0 | Ravenna | Stadio Riviera delle Palme\| Arbitro: \| N. Stefanini (Prato) \| |
| Arbitro:                                               | N. Stefanini (Prato) |       |         |                                                                  |

| Arbitro: | Tasso (La Spezia) |

|                            |           |                                |
| Cazzola 21’ U. Improta 48’ | Marcatori | 31’ M. Piccolo 54’ Campolonghi |

| Arbitro: | Grazioli (Maniago) |

|                        |           |               |
| Sansovini 90+5’ (rig.) | Marcatori | 90+3’ Giraldi |

| Arbitro: | Vivenzi (Brescia) |

|                                     |           |            |
| Succi 35’ U. Improta 57’ Maah 90+2’ | Marcatori | 90’ Visone |

| Arbitro: | Cavarretta (Trapani) |

|             |           |  |
| Cazzola 33’ | Marcatori |  |

| Arbitro: | Manera (Castelfranco Veneto) |

|               |           |             |
| Bertolini 13’ | Marcatori | 16’ Cazzola |

| Arbitro: | Forconi (Aprilia) |

|  |           |              |
|  | Marcatori | 28’ Veronese |

| Arbitro: | Damato (Barletta) |

|                            |           |  |
| Ferraro 3’ Princivalli 70’ | Marcatori |  |

| Arbitro: | Benedetti (Vicenza) |

|                       |           |           |
| Succi 52’ Cazzola 81’ | Marcatori | 77’ Matri |

| Arbitro: | Tozzi (Lido di Ostia) |

|                               |           |             |
| De Gasperi 49’ Meggiorini 52’ | Marcatori | 67’ Cavagna |

| Arbitro: | Valeri (Roma) |

|                |           |  |
| Affatigato 19’ | Marcatori |  |

| Arbitro: | De Toni (Schio) |

|                             |           |             |
| Varricchio 39’ Saverino 61’ | Marcatori | 62’ Giraldi |

### Coppa Italia
| Arbitro: | Rocchi (Firenze) |

|  |           |             |
|  | Marcatori | 2’ Bellucci |

#### Coppa Italia di Serie C
| Arbitro: | Manna (Isernia) |

|            |           |             |
| Bodini 55’ | Marcatori | 33’ Cazzola |

| Arbitro: | Liotta (Caltanissetta) |

|                               |           |  |
| Semprini 33’, 48’ Cavagna 50’ | Marcatori |  |

| Arbitro: | Petroselli (Viterbo) |

|                         |           |              |
| Improta 15’ Cavagna 16’ | Marcatori | 36’ Vitaioli |

| Arbitro: | Tasso (La Spezia) |

|                     |           |                |
| A. Villa 32’ (rig.) | Marcatori | 35’ Clementini |

| Arbitro: | Giglioni (Siena) |

|             |           |                                                 |
| Ferrara 60’ | Marcatori | 18’ Cavagna 71’ M. Agostinelli 81’, 86’ Giraldi |

| Ravenna 19 gennaio 2006 Ottavi - Ritorno | Ravenna          | 0 – 0 | Genoa | Stadio Bruno Benelli\| Arbitro: \| Passeri (Gubbio) \| |
| Arbitro:                                 | Passeri (Gubbio) |       |       |                                                        |

| Arbitro: | Burdin (Cormons) |

|  |           |               |
|  | Marcatori | 38’ Caligiuri |

| Arbitro: | Musolino (Catania) |

|                                                        |           |                                |
| Caligiuri 18’ Carlini 62’ (rig.) Pisacane 90+3’ (aut.) | Marcatori | 44’ Cazzola 75’ (rig.) Improta |